# 大同市基督教西堂
大同市基督教西堂是山西省大同市的一座基督教堂，位于平城区南街街道圆通寺社区棋盘街15号（西侧），财神庙街南侧，华严寺以西。
大同西堂创建于1905年。为瑞典圣洁会（内地会系）所创建雁北教区13县的中心。1951年瑞典传教士回国。文化大革命中教堂被查封，由商业职工医院占用。1980年恢复礼拜。2006年重建新堂。
2011年10月24日，大同市基督教西堂办公楼列为大同市文物保护单位，编号Ⅴ-1。2016年10月25日，大同市人民政府公布包括大同市基督教西堂办公楼在内的70 处市级文物保护单位保护范围和建设控制地带。